# Myxine limosa
Myxine limosa är en ryggsträngsdjursart som beskrevs av Girard 1859. Myxine limosa ingår i släktet Myxine och familjen pirålar. Inga underarter finns listade i Catalogue of Life.